# Papilio arcturus
Papilio arcturus är en fjärilsart som beskrevs av John Obadiah Westwood 1842. Papilio arcturus ingår i släktet Papilio och familjen riddarfjärilar. Inga underarter finns listade i Catalogue of Life.

## Bildgalleri

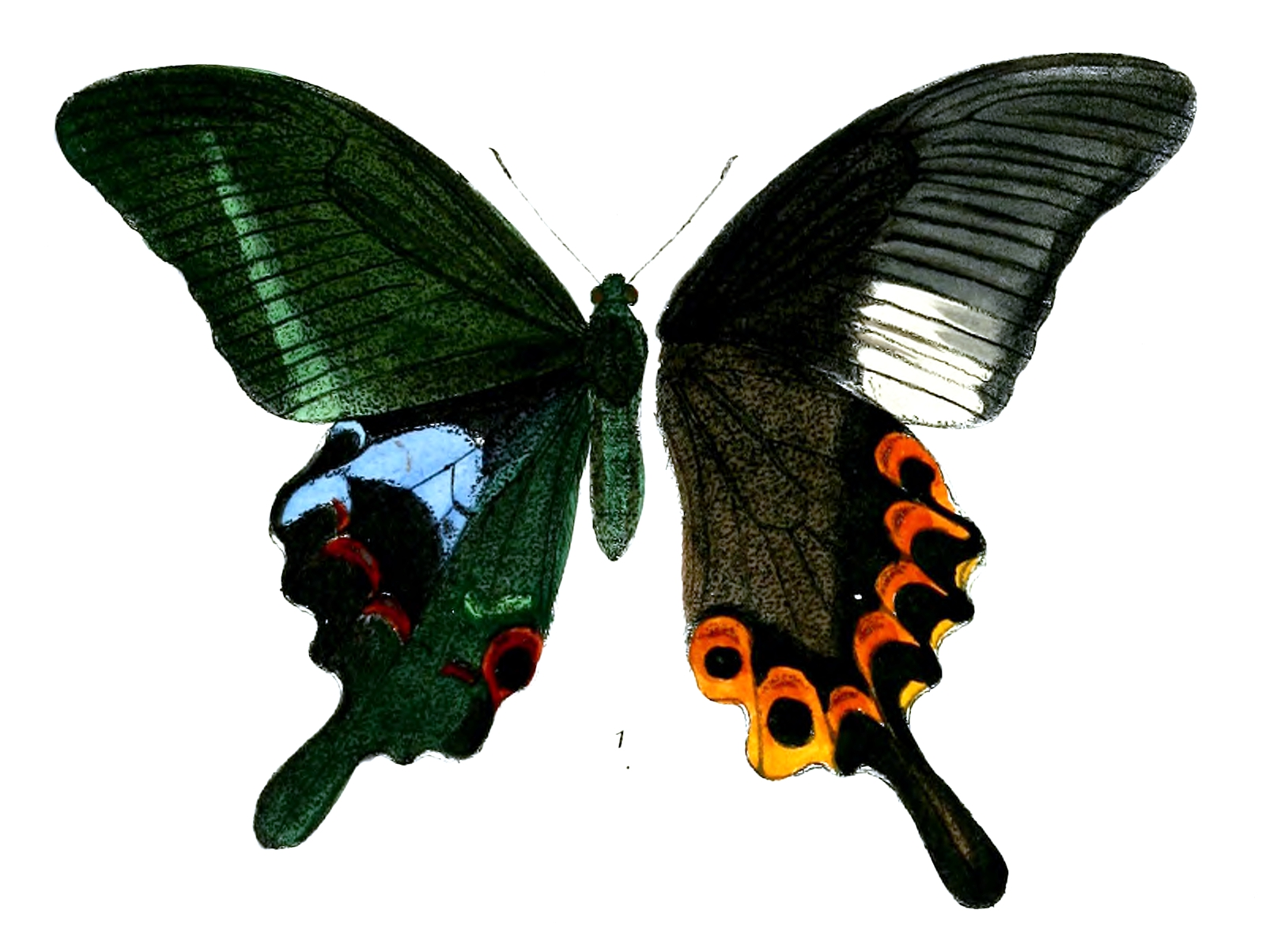